# Дарчук Наталія Петрівна
Ната́лія Петрі́вна Дарчу́к (нар. 22 червня 1945 року, Київ) — вчена-мовознавець, доктор філологічних наук (2015), професор кафедри української мови та прикладної лінгвістики інституту філології КНУ.

## Біографічні дані
Народилася 22 червня 1945 року в Києві.
У 1968 році закінчила Київський університет. З 1968 по 1998 рік працювала в Інституті мовознавства НАНУ. З 1996 року працює у Київському університеті: з 2015 року — професор кафедри української мови та прикладної лінгвістики.

## Наукова робота
Проводить наукові дослідження комп'ютерної лінгвістики та лексикографії, корпусної, квантитативної та структурної лінгвістики, лінгвостатистики.
Авторка понад 155 наукових публікацій. Брала участь у створенні «Оберненого частотного словника сучасної української художньої прози» (премія фонду Сороса — 1992), «Частотного словника публіцистики» (премія фонду Сороса — 1994), проєкту «Комп'ютерна база даних „Українська літературна мова“» (Грант ACLS для проектів з гуманітарних наук — 2002), лінгвістиного порталу mova.іnfo (грант посольства Канади — 2004).

### Основні праці
За ЕСУ:
- Комп'ютерне анотування українського тексту: результати i перспективи. — К., 2013;
- Онтологоподібні системи аналізу природномовних текстів // Мат. 11-ї міжнар. наук.-практ. конференції з програмування УкрПРОГ’2018, 22—24 травня 2018 р. — К., 2018 (співавтор);
- Дерево залежностей як параметр авторського стилю // У пошуках гармонії мови. — К., 2020 (співавтор);
- Векторна модель аналізу стилістики текстів // Український фізичний журнал. — 2021. — Т. 66, № 5 (співавтор);
- Автоматичний частотний словник сполучуваності Ліни Костенко та Миколи Вінграновського // Мовно-концептуальні картини світу: Зб. наук. пр. — 2023. — Вип. 1[2].